# Erik Johan Leivo
Erik Johan (Johan Erik) Leivo (fram till 1906 Lindroos), född 12 maj 1871 i Sysmä, död 8 augusti 1953 i Helsingfors, var en finsk arbetare som under finska inbördeskriget kommenderade den 3:e bataljonen i 1:a regementet i Helsingfors röda garde, den så kallade "Ständerhusets bataljon". Avdelningen begick under Leivos ledning nio mord i Helsingfors och Kyrkslätt under kriget. Efter kriget åtalades 16 män och nio dömdes till döden.

## Biografi
Leivo, som föddes i Sysmä, bodde senare i Helsingfors, varifrån han och hans maka flyttade till Nykyrka på Karelska näset 1898, och därifrån åter till Helsingfors 1904. I Helsingfors arbetade Leivo bland annat som stenhuggare och hamnarbetare. Han var medlem i Transportarbetarförbundet och ordförande för Helsingfors hamnarbetares lokalavdelning. 

### Inbördeskriget
Leivos hamnarbetarförening anslöt sig till Helsingfors röda garde hösten 1917. Leivo kommenderade ursprungligen det 37:e kompaniet, tills han vid krigsutbrottet blev befälhavare för den 3:e bataljonen i 1:a regementet, som höll till i Ständerhuset. Leivo tjänstgjorde som bataljonschef tills 26 mars, då han fängslades av rödgardisterna för sina egenmäktiga handlingar. Leivos bror Alfred Lindroos var en av kompanibefälen i den 3:e bataljonen. 
Under förhören efter kriget sa Leivo att man hade utgått till Borgå med sin bataljon i början av februari, men Kymmenedalens röda garde befann sig redan i området så hans enhet tycktes tydligen inte ha behövt slåss förrän man återvänt till Hindsby i Sibbo. Ett par veckor senare for Leivos styrka med 350 män till Kyrkslätt och striderna där. Efteråt transporterade man kapitulerade skyddskårister till Helsingfors. I början av mars skickades en 650 man stark bataljon till Filpulafronten, och senare i mars kämpade man också i Korkeakoski och Orivesi. Efter att man dragit sig tillbaka till Tammerfors fängslades Leivo och ett antal av hans närmaste män för tidigare godtyckligt utförda mord. De transporterades till Helsingfors, där de släpptes under slaget om Helsingfors den 12 april. Nästa dag fångades de av de vita och tyskarna. 
Enligt pressrapporterna hade Leivos män begått nio mord i Helsingfors och Kyrkslätt under februari. I Helsingfors dödades den tidigare poliskonstapeln Johan Gref, affärsmannen Hjalmar Henrik Penttilä, Finlands Banks vaktmästare Gustaf Herman Peltonen, föreståndaren Johan Fredrik Salin och skyddskåristen Urho Jokela. Morden följde samma mönster. Offren togs till förhör i Ständerhuset, varefter de senare fördes ut och sköts på en avsides plats. Tre av morden begicks i Kajsaniemiparken, ett i trädgården vid Institutionen för patologi vid Helsingfors universitet och ett på gatan. I Kyrkslätt dödade Leivos män distriktsdomaren i Lojo, Henrik Bernhard Anthoni, hans son advokat Berndt Arnold Anthoni, godsägare Torsten Rivell och godsförvaltare Ernst Rindell. 

### Efter kriget
Leivo och 15 av hans män åtalades i september 1918. Hans son Yrjö Artturi Leivo (1900-1936) och hans bror Alfred Lindroos var bland de medåtalade. Utearbetaren Arvo Nikolai Lahti, smeden Johan Salomon Keino och Enock Erik Räisänen befanns skyldiga till tre, Uno Pääkkönen till två, och stationskarlen Hugo Emil Envall och filaren Robert Korhonen till ett mord. Andra dömdes till döden, Envall och Korhonens domar förmildrades till livstids fängelse. Dessutom dömdes Leivo, Lindroos, receptionisten Karl Ernst Vikström, maskinoperatören Karl Emil Nurmi och Toivo Mervinen för medhjälp till mord och förräderi. Övriga åtalade fick långa fängelsestraff. 
Dödsdomar verkställdes emellertid inte längre, utan omvandlades till livstidsstraff. De som dömts till döden exkluderades från den nya amnestilagen från januari 1920, men benådades senare under 1920-talet. Däremot dog Johan Salomon Keino i Sveaborgs fångläger i april 1919. Enligt J. A. Lehtosaari, författare till Alexander Halonens redaktionella arbete om det finska klasskriget, blev Leivo angivare i Ekenäs fångläger tillsammans med sin bror Alfred och sin sekreterare Karl Emil Nurmi. 
Leivo dog i Helsingfors 82 år gammal i augusti 1953. Han begravdes på Malms begravningsplats. 

## Familj
Leivos maka var Sofia Vilhelmiina Saarinen (1871-1935), som föddes i S:t Karins och senare bodde i Hausjärvi, med vilken han gifte sig 1898. Familjen hade fyra barn. Deras dotter var minister och ambassadör Tyyne Leivo-Larsson.

### Fotnoter
1. ↑  . ISBN 951-96672-1-0